# 飯澤幸雄
飯澤 幸雄（いいざわ ゆきお、1949年10月19日 - ）は、日本の実業家。タイトー取締役会長や、同社代表取締役社長、全日本アミューズメント施設営業者協会連合会会長などを歴任した。

## 人物・経歴
岩手県で中学校教員の両親の下に生まれる。立正大学文学部卒業。貿易の仕事を志して1972年に太東貿易（現タイトー）に入社するが、ジュークボックスの営業に配属される。
1994年タイトー取締役AO営業本部長に昇格。1995年取締役HM販売本部長。1998年取締役SR開拓本部長。2000年常務取締役アミューズメント施設事業統括本部長。2004年代表取締役専務アミューズメント事業統括本部長。
2006年全日本アミューズメント施設営業者協会連合会会長。2009年タイトー取締役会長。2013年からタイトー代表取締役社長を務め、同社が1973年に「エレポン」で「1ゲーム100円」と設定して以来続く、ゲームセンター業界のコイン決済の慣行を破り、電子マネー決済の導入を進めるなどした。2016年タイトー名誉会長。